# قنبية
الفصيلة القنبية أو القنبيات (الاسم العلمي: Cannabaceae) هي فصيلة نباتية تتبع رتبة الورديات من طائفة ثنائيات الفلقة. تشمل حوالي 180 نوعًا موزعة على 8 أجناس من أشهرها القنب.

## الجنس النموذجي
الجنس النموذجي لهذه الفصيلة هو نبات القنب.

## أجناس
- القنب (بالإنجليزية: Cannabis)‏
- الميس (بالإنجليزية: Celtis)‏
- الميس المجنح (بالإنجليزية: Pteroceltis)‏
- الجنجل (بالإنجليزية: Humulus)‏
- الأفانانط (بالإنجليزية: Aphananthe)‏
- الجيرونيرة (بالإنجليزية: Gironniera)‏
- اللوزانيلة (بالإنجليزية: Lozanella)‏
- التريمة (بالإنجليزية: Trema)‏